# Milán (kommun)
Milán är en kommun i Colombia.   Den ligger i departementet Caquetá, i den sydvästra delen av landet, 400 km söder om huvudstaden Bogotá. Antalet invånare är 11 487.
Befolkningen i Puerto Milán började sitt liv 1950, vid floden Orteguaza, mark som ägs av familjen Toledo som består av herr Francisco och fru Clementina Joven de Toledo, ägare till gården "El Mirador", som sålde 60 hektar till Caqueta departamento och som sen upphov till dess grund i händerna på Prästen Silvio Vettori från Consolata-gemenskapen. Namnet Milan är för att hedra grundarens hem ort,  Milan Italien, Milán är liksom många kommuner i caqueta departamento befolkad av italiensk invandrare som bosat sig i regionen 